# 李崇道
李崇道 （1923年10月2日—2016年5月15日），台灣獸醫學家。

## 生平
原籍蘇州，自幼隨父母遷居上海，自東吳大學附屬中學畢業，旋即進入東吳大學理學院化工組攻讀。珍珠港事件後，曾借讀於國立浙江大學龍泉分校，國立廣西大學農學院獸醫系畢業，美國康乃爾大學哲學博士（獸醫病理系），韓國國立全北大學榮譽法學博士。為諾貝爾物理獎得主李政道之兄。
曾任農林部中央畜牧實驗所技佐、臺灣省農林廳獸疫血清製造所技士兼疫苗室主任、臺灣大學、中興大學獸醫系教授，中央研究院評議委員。1973年5月，奉派為農復會主委，1979年農復會改為農委會後，續任主委。1981年8月出任國立中興大學校長。1984年9月，任考試院第七屆考試委員。1989年，擔任大學入學考試中心第一任主任；1989年11月，受聘為總統府國策顧問。1991年，出任中央研究院副院長。退休後在美國定居。
1950年代李政道在台灣的母親張明璋女士和二哥李崇道、二嫂許淑英，因在家裡留宿一位舊時廣西大學同學，而受掩護匪諜罪名入獄。此一台灣白色恐怖著名案件的說法出自江南所著的蔣經國傳。然而，1949年李崇道在行政院農業委員會家畜衛生試驗所畜疫血清製造所任職時的同事梁錚卿為潛伏在台灣的共諜，當時是台灣省工作委會會台中市工作委員會直屬支部書記，兩人是國立廣西大學農學院獸醫系同學，梁錚卿雖曾留宿在李崇道家中，但並無證據顯示李崇道遭吸收，李崇道與許淑英遭拘押調查不久即獲釋。

## 家族
- 弟：李政道